# Den perfekte middag
Den perfekte middag er en dansk kortfilm fra 2014, der er instrueret af Lars Mikkelsen efter manuskript af ham selv og Lars C. Detlefsen.

## Handling
Den succesfulde Erik regerer i sit hjem som enevældig konge og tyranniserer sin kone og de to børn, hvilket skaber en noget trykket stemning i familien. Dette mønster er normen, indtil sønnen Lasse en dag bliver så træt af sin fars tyranni, at han træder i karakter og beskytter sin mor. Det resulterer i en ulykke, og Erik ender to uger på hospitalet. I mellemtiden ændrer stemningen i familien sig, og familiemedlemmerne kan nu frit udfolde sig. Lasse finder sammen med Daniella fra skolen, der støtter ham og opfordrer ham til fortsat at sige fra overfor Erik. Ved en hyggelig familiemiddag dukker Erik uventet op, og situationen kulminerer i en dramatisk afslutning, der understreger at vold ofte er arveligt.